# Michel Vorm
Michel Vorm (IJsselstein, 1983. október 20.) holland válogatott labdarúgó. Felnőtt pályafutását 2005-ben az FC Utrecht csapatánál kezdte. 2011-ben átigazolt a Swansea City csapatához. Jelenleg a Tottenham Hotspur játékosa. A válogatott másodszámú kapusa, Maarten Stekelenburg mögött.

## Pályafutása

### Utrecht
Profi pályafutását 2005-ben az FC Utrecht csapatánál kezdte. 2006. augusztus 19-én debütált a Willem II ellen. A szezonban 34 bajnoki mérkőzésből 33 meccsen szerepelt és 42 gólt kapott. A 2006-07-es szezonban az év játékosának választották csapatában.

### FC Den Bosch (kölcsön)
A 2005-06-os szezonra kölcsönadták a FC Den Bosch csapatának több játék lehetőség céljából.2005. augusztus 12-én debütált a FC Emmen elleni 3-1-re elveszett mérkőzésen. A szezonban 35 bajnokin védett.

### Swansea City
2011. augusztus 10-én csatlakozott a Swansea City csapatához 1.500.000 £-ért. 2011. augusztus 15-én debütált a  Manchester City elleni vesztes (4-0) mérkőzésen.

## Válogatott
2008. november 19-én debütált a nemzeti csapatban a Svédország elleni barátságos mérkőzés második felében. Részt vett a 2010-es világbajnokságon.

### Válogatott mérkőzései
| #  | Időpont     | Ellenfél                 | Eredmény | Kiírás                                            |
| -- | ----------- | ------------------------ | -------- | ------------------------------------------------- |
| 1. | 2008.11.19. | Hollandia - Svédország   | 3-1      | Barátságos mérkőzés                               |
| 2. | 2009.09.05. | Hollandia - Japán        | 3-0      | Barátságos mérkőzés                               |
| 3. | 2009.09.09. | Skócia - Hollandia       | 0-1      | 2010-es labdarúgó-világbajnokság-selejtező (UEFA) |
| 4. | 2010.06.01. | Hollandia - Ghána        | 4-1      | Barátságos mérkőzés                               |
| 5. | 2010.08.11. | Ukrajna - Hollandia      | 1-1      | Barátságos mérkőzés                               |
| 6. | 2011.03.25. | Magyarország - Hollandia | 0-4      | 2012-es labdarúgó-Európa-bajnokság (selejtező)    |
| 7. | 2011.03.29. | Hollandia - Magyarország | 5-3      | 2012-es labdarúgó-Európa-bajnokság (selejtező)    |
| 8. | 2011.10.07. | Hollandia - Moldova      | 1-0      | 2012-es labdarúgó-Európa-bajnokság (selejtező)    |
| 9. | 2011.10.11. | Svédország - Hollandia   | 3-2      | 2012-es labdarúgó-Európa-bajnokság (selejtező)    |

## Sikerei, díjai
- U21-es Európa-bajnokság győztes: 2006
- Di Tommaso Trophy: 2007
- Angol ligakupa-győztes: 2012–13

## Statisztikái
Legutóbb 2018. szeptember 15. lett frissítve.
| Klub                   | Szezon           | League           | League          | League | Kupa            | Kupa  | Ligakupa        | Ligakupa | Európai         | Európai | Összesen        | Összesen |
| Klub                   | Szezon           | Bajnokság        | Pályára lépések | Gólok  | Pályára lépések | Gólok | Pályára lépések | Gólok    | Pályára lépések | Gólok   | Pályára lépések | Gólok    |
| ---------------------- | ---------------- | ---------------- | --------------- | ------ | --------------- | ----- | --------------- | -------- | --------------- | ------- | --------------- | -------- |
| Utrecht                | 2006–07          | Eredivisie       | 33              | 0      | 0               | 0     | —               | —        | 0               | 0       | 33              | 0        |
| Utrecht                | 2007–08          | Eredivisie       | 11              | 0      | 0               | 0     | —               | —        | 0               | 0       | 11              | 0        |
| Utrecht                | 2008–09          | Eredivisie       | 26              | 0      | 0               | 0     | —               | —        | 0               | 0       | 26              | 0        |
| Utrecht                | 2009–10          | Eredivisie       | 33              | 0      | 0               | 0     | —               | —        | 0               | 0       | 33              | 0        |
| Utrecht                | 2010–11          | Eredivisie       | 33              | 0      | 5               | 0     | —               | —        | 9               | 0       | 47              | 0        |
| Utrecht                | Összesen         | Összesen         | 136             | 0      | 5               | 0     | —               | —        | 9               | 0       | 150             | 0        |
| Den Bosch (kölcsönben) | 2005–06          | Eerste Divisie   | 35              | 0      | 0               | 0     | —               | —        | —               | —       | 35              | 0        |
| Den Bosch (kölcsönben) | Összesen         | Összesen         | 35              | 0      | 0               | 0     | —               | —        | —               | —       | 35              | 0        |
| Swansea City           | 2011–12          | Premier League   | 37              | 0      | 0               | 0     | 0               | 0        | —               | —       | 37              | 0        |
| Swansea City           | 2012–13          | Premier League   | 26              | 0      | 2               | 0     | 0               | 0        | —               | —       | 28              | 0        |
| Swansea City           | 2013–14          | Premier League   | 26              | 0      | 0               | 0     | 0               | 0        | 6               | 0       | 32              | 0        |
| Swansea City           | Összesen         | Összesen         | 89              | 0      | 2               | 0     | 0               | 0        | 6               | 0       | 97              | 0        |
| Tottenham Hotspur      | 2014–15          | Premier League   | 4               | 0      | 3               | 0     | 5               | 0        | 2               | 0       | 14              | 0        |
| Tottenham Hotspur      | 2015–16          | Premier League   | 1               | 0      | 4               | 0     | 1               | 0        | 1               | 0       | 7               | 0        |
| Tottenham Hotspur      | 2016–17          | Premier League   | 5               | 0      | 4               | 0     | 2               | 0        | 0               | 0       | 11              | 0        |
| Tottenham Hotspur      | 2017–18          | Premier League   | 1               | 0      | 7               | 0     | 2               | 0        | 1               | 0       | 11              | 0        |
| Tottenham Hotspur      | 2018–19          | Premier League   | 2               | 0      | 0               | 0     | 0               | 0        | 1               | 0       | 3               | 0        |
| Tottenham Hotspur      | Összesen         | Összesen         | 13              | 0      | 18              | 0     | 10              | 0        | 5               | 0       | 46              | 0        |
| Karrier Összesen       | Karrier Összesen | Karrier Összesen | 273             | 0      | 25              | 0     | 10              | 0        | 20              | 0       | 328             | 0        |

### A válogatottban
| Hollandia | Hollandia       | Hollandia |
| Év        | Pályára lépések | Gólok     |
| --------- | --------------- | --------- |
| 2008      | 1               | 0         |
| 2009      | 2               | 0         |
| 2010      | 2               | 0         |
| 2011      | 4               | 0         |
| 2013      | 5               | 0         |
| 2014      | 1               | 0         |
| összesen  | 15              | 0         |

## Külső hivatkozások
- Soccerwayprofil
- ESPN Profil Archiválva 2012. november 2-i dátummal a Wayback Machine-ben
- Michel Vorm at Socqer.com